# Bernecebaráti
Bernecebaráti (szlovákul: Brnica-Barátovce) község Pest vármegyében, a Szobi járásban.

## Fekvése
Pest vármegye legészakibb települése. Kemence és Parassapuszta között található. Területén végighúzódik a Szob–Hont közti 1201-es út, központjába a 12 117-es út vezet végig, Tésával pedig a 12 114-es út köti össze.

## Története
Bernece és Baráti ősi települések a Börzsöny nyugati partfala mentén. A települést 2 patak osztja hármas tagozódásra, a nevében is megtalálható Bernece-patak ugyanis itt egyesül a szomszédos Kemence település nevét is adó nagyobb Kemence-patakkal, ami már Szlovákiában torkolik az Ipolyba. 1928-ban egyesült a két község Bernece és Baráti 1936 lakossal. Mindkét település története legalább az Árpád-korra nyúlik vissza. A falu elé ugró domb valóságos vár, a kicsiny műemlékké nyilvánított 13. században épült templomával együtt. Megerősített jellegét fekvése, messzire látható hagymasisakos tornya, lövésekkel tagolt újjáépített körfala még ma is elárulja. Az említett dombháton bronzkori vagy kora vaskori telep volt, melynek egy részét földsánccal vették körül. Ennek maradványai a mai napig is jól láthatók.
A történelmi időszakot vizsgálva a magyarok 900 körül érkeztek a vidékre. A honfoglaló vezérek birtokba vették az Ipoly-völgyét is. A Börzsöny peremén Árpád-kori falvak sorakoznak, köztük ez a falu is, Bernecebaráti.
E kor építészeti emléke a már említett hegytetőn álló templom.

### Az oklevelekben
Bernece első okleveles említése 1276-ban található, amikor is IV. László király oklevele emlékszik meg róla, mint Drégelyvár tartozékáról. 1285-ben Hontpázmány nemzetség Bozóki ága kapta, de a falura az esztergomi érsek is jogot formált, s évtizedekig tartó véres viszály alakult ki, mely a környező falvakra nem volt jó hatással. Kettőjük harcába a Csák nemzetség is beavatkozott, és másfél évtizedig ők birtokolták ezt a tájat is.
Baráti legrégibb okleveles említése 1158-ban található, amikor is Adorján fia István a Szent Márton templomával ékesített Barátit a Garam melléki bencéseknek (Garamszentbenedek) adományozta. II. Géza oklevelében is szerepel a bencéseket megerősítő birtokadomány. A 14. században is történt írásos említés mégpedig 2 helyen is. Szigfrid Garamszentbenedeki apát (1330–1355) az apátság érdekében törvényt hozatott. 1462-ben az esztergomi káptalan birtoka 503 Ft-ért vette meg a Baráti birtokot a garamszentbenedeki apátságtól. A két község birtokosai között találhatók még a Verebélyi, Gréczy, Mahófalvy, Szállaspataki, Oláh, Okolcsányi családok.

### Tatárok, törökök, földesurak

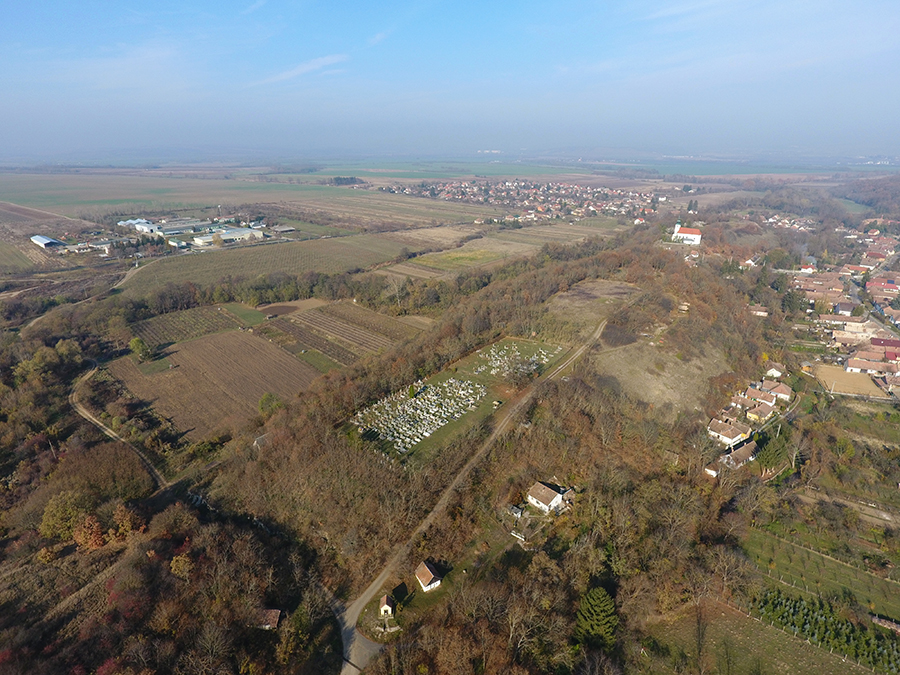
Bernecebaráti - őskori földvár

A történelem viharai nem kerülték el ezt a környéket sem. A tatárjárás, a földesurak belviszályai, a török megszállása, majd a földesúri elnyomás nagy megpróbáltatásokat jelentett az itt lakóknak. A harcok folyamán csökkent a lakosság száma, de a feudális terhek növekedésének is része volt abban, hogy számos jobbágy család hagyta el a környéket. Az 1400-as évek közepétől a helyzet normalizálódott, ez időben a községek életében javulás mutatkozott, annak ellenére, hogy Mátyás király igen nagy adókat vetett ki az itt lakó jobbágyokra. Mátyás sokat vadászott a Börzsöny ezen vidékein. Tanúsítja ezt a róla elnevezett Király-kút és Királyháza.
1515-ben az esztergomi székesfőkáptalan és bernecei Csala Benedek és családja között folyt birtokviszály azokról a bernecei részekről, melyeket még Csala Ilona adott el a káptalannak. 1546-ban a török elfoglalta Bernecét és Barátit, s a kiűzésükig a két falu az esztergomi szandzsákhoz tartozott. Kettős megterhelést jelentett ez az idő az itt lévő lakosságnak, ezért az itt lakók száma ismét rohamos csökkenésnek indult. A 17. század végétől az uradalmak nyomása egyre elviselhetetlenebb lett, a lakosság zömmel nincstelen napszámosokból, fuvarozókból, erdei munkásokból állt.

### A közelmúlt
A két világháború szintén sok áldozatot követelt a községtől. Az első világháborúban a férfilakosságból igen sokat hívtak be a hadseregbe az országos átlaghoz képest, és ezért az elesettek száma is magas, 59 fő. A második világháborúnak 52 áldozata volt a községükből. A község lakossága a templomkertben emlékoszlopot állított az I. és II. világháborúban elesettek emlékére.
1945 után a magyar falvak – köztük Bernecebaráti – lakosságának rohamos csökkenését – az 1950-es években kialakult hibás politikai és gazdasági intézkedések okozták. Ez alatt a 30 év alatt a lélekszám megközelítőleg a felére csökkent. Főleg a  mezőgazdaság erőszakos kollektivizálása miatt fogtak sokan vándorbotot a kezükbe és az itt termelt javakból Balassagyarmaton, Vácon, Esztergomban és Budapest környékén építettek házakat.
A nyolcvanas évek végétől az elvándorlási hullám jóval csökkent, de a lakosság összlétszámát figyelembe véve volt olyan év is, mikor kétszer-háromszor többen haláloztak el, mint ahányan születtek.
1999. június 5-én hatalmas árvíz pusztított a településen, súlyosan rongálva kb. 100 db lakóházat és az önkormányzat intézményeit, útjait. Tönkretette, szétszakította és elmosta a Kemence-patakon lévő két nyomsávos közlekedési hidat. A helyreállítás több évet vett igénybe.
1999. augusztus 20-án avatták fel a település címerét, aminek alapja a levéltárban fellelt korabeli Bernecei pecsét.
A millenniumi zászló átadásának ünnepsége 2001. május 6-án volt a községben.

## Napjainkban

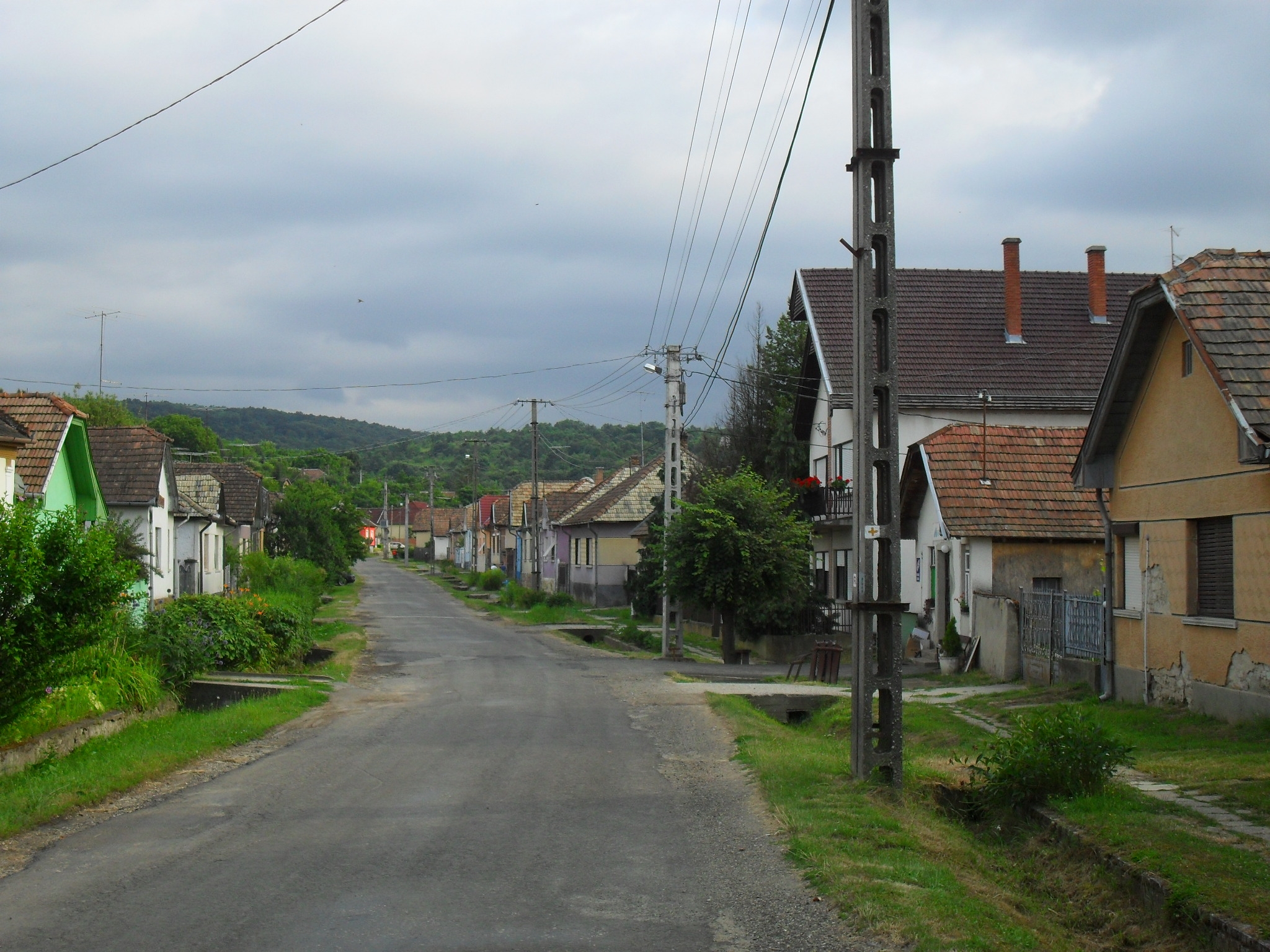
Bernecebaráti - utcakép (Széchenyi utca)

A falu településszerkezetét nézve két részre tagolódik: úgy mint az öregfalura és az újtelekre.
Az öregfalu a Börzsöny hegységnek az Ipoly síkjára kifutó egyik völgyében fekszik. Ezt a völgyet Nagy-völgy névvel jelölik, és erre a szalagtelkes építési mód a jellemző. A falu másik része az új-telek, már az Ipoly síkján terül el, és erre a  sakktábla-szerű, szabályos mérnöki alaprajz szerinti építkezés a jellemző.
Az 1989–1990-es évek nagymértékben megváltoztatták a község életét. Ez az az időpont, mikor településünk visszanyerte teljes önállóságát és megszabadult a ráerőszakolt társközségi titulustól. Annak ellenére, hogy a gyermeklétszám folyton csökken, önálló, osztott osztályokban folyik a tanítás, gyönyörű környezetben lévő nemrég épült iskolában. Az óvodai létszám az utóbbi időben csökken, most 28-30 óvodás jár az óvodába (2005/2006).
Az idősekről a Gondozási Központ gondoskodik, ahol 22 fő bentlakóval és mintegy 15-20 fő bejáróval foglalkoznak. Az egészségügyi ellátást egy jól felszerelt orvosi rendelő biztosítja.

### Ember és természet
A falu a Börzsöny egyik jellegzetes hegyi községe, az ember szorosan összenőtt itt a tájjal, életük legfőbb szabályozója – főként régen – az erdő, amely a község határterületének 61%-a. Egy időben a lakosság több mint fele favágó volt. A fa megmunkálásához majd mindenki értett. Baltáik, fűrészeik alatt dőlt a fa a Börzsönyben, Bakonyban, Mátrában, majd „románszánkón” húzták be a kitermelt fát a hegyoldalakból. Maguk készítették mezőgazdasági eszközeiket, az épületek tetőszerkezetét. Bernecebaráti őslakossága a palócság nyugati ágához tartozik, de sajnos sajátos nyelvjárását, eredeti szokásait, néprajzi jellegzetességeit már alig észrevéve gyakorolja. Rátarti, leleményes, jó humorú, észjárásban a székelyhez hasonlóan furfangos, művészi hajlandóságú nép a palóc.
A községet körülvevő erdők vegyes összetételűek. Zömmel gyertyános, tölgyes, a magasabb helyen bükk, de egyre elterjedtebb a sík területen az akác. Az erdők állatvilága is igen változatos képet mutat. A nagyvadak szarvas, őz, vaddisznó bőven található, de szép számmal előfordul a vörös róka, néhány borz, nyest és vadmacska. Sajnos az apróvadak száma erősen csökken.
A hegységperem gyengébb talaja, az időjárás változékonysága ingadozóvá teszi a gazdasági növények terméshozamát. Mivel a lakosság rendelkezésére álló földterület kevés volt, fokozatosan áttértek a kis területen is nagy jövedelmet adó, munkaigényes málna termelésre. Napjainkban is jelentős területen termelnek a már említett bogyóson kívül ribizlit, szedret és epret.

### Építészet

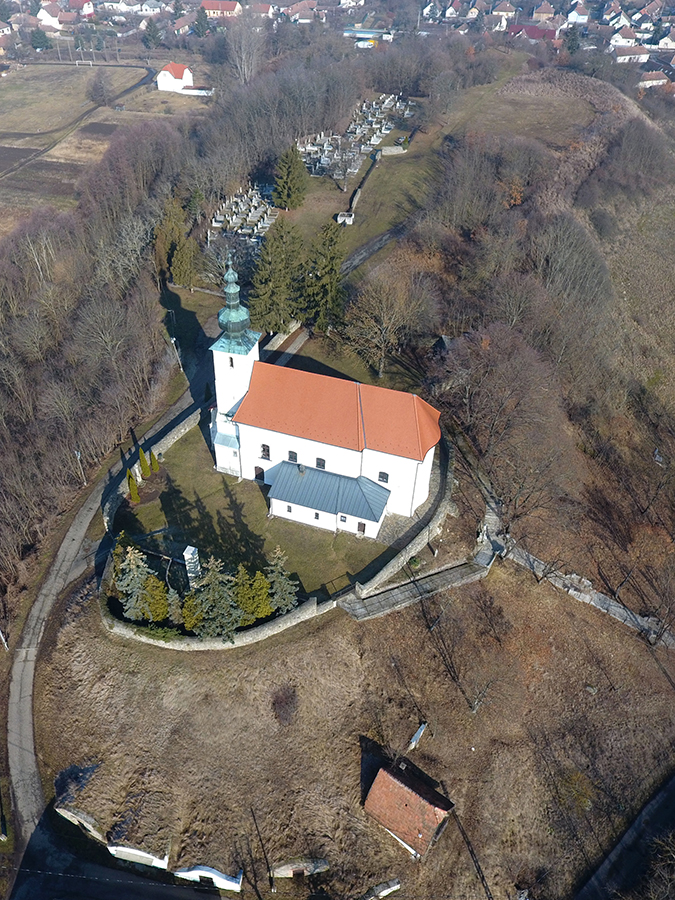
Bernecebaráti - Erődtemplom

A falu régi építkezési formájára a palóc építkezés volt a jellemző. Szoba, pitvar, konyha, kamra, gazdasági épületek volt a sorrend. A korábbi faépítkezést, a fonott sövényfalas, majd a vályog- és kőfalazat váltotta fel. Ezen építési formájú házakból sajnos kevés maradt meg eredeti formájában, talán csak kettő-három, ami az öregfaluban található. Az újtelek lakóházai zömmel az 1960-as évek elejétől a kor igényének megfelelően épültek meg.
A faluban két műemlék jellegű épület van. Az egyik a templom dombon álló Római katolikus templom, a másik az iskola udvarán található úgynevezett Róth Kastély, más néven: Huszár Kastély.
A bernecei temetőben három nevezetes ember nyugvóhelye található: Schön Alajosnak, az 1848–49-es forradalom és szabadságharc főhadnagyának, Sisa Pistának (Benkó István), a Börzsöny hegység utolsó betyárjának, és Szokolyi Alajosnak, az 1896-ban rendezett első újkori olimpián részt vett versenyzőnek sírja.

## Közélete

### Polgármesterei
- 1990–1994: Kertész László (független)[5]
- 1994–1998: Kertész László (független)[6]
- 1998–2002: Kertész László (független)[7]
- 2002–2006: Kertész László (független)[8]
- 2006–2010: Gyenes Zoltán (független)[9]
- 2010–2014: Gyenes Zoltán (független)[10]
- 2014–2019: Gyenes Zoltán (független)[11]
- 2019–2024: Gyenes Zoltán (független)[12]
- 2024– : Gyenes Zoltán (független)[1]

## Népesség
A település népességének változása:
| Lakosok száma | 904  | 906  | 898  | 880  | 855  | 860  | 827  | 810  | 791  | 796  |
|               | 2013 | 2014 | 2015 | 2016 | 2017 | 2018 | 2021 | 2022 | 2023 | 2024 |

A 2011-es népszámlálás során a lakosok 85,9%-a magyarnak, 1,8% cigánynak, 0,2% németnek, 0,2% szlováknak mondta magát (14,1% nem nyilatkozott; a kettős identitások miatt a végösszeg nagyobb lehet 100%-nál). A vallási megoszlás a következő volt: római katolikus 76,1%, református 3,1%, evangélikus 0,8%, görögkatolikus 0,2%, felekezeten kívüli 1,6% (17,3% nem nyilatkozott).
2022-ben a lakosság 91,2%-a vallotta magát magyarnak, 0,9% németnek, 0,6% szlováknak, 0,6% cigánynak, 0,6% lengyelnek, 0,1% ukránnak, 2,8% egyéb, nem hazai nemzetiségűnek (8,6% nem nyilatkozott; a kettős identitások miatt a végösszeg nagyobb lehet 100%-nál). Vallásuk szerint 58,3% volt római katolikus, 3,5% református, 0,6% evangélikus, 0,2% görög katolikus, 1,1% egyéb keresztény, 1,1% egyéb katolikus, 4,2% felekezeten kívüli (30,7% nem válaszolt).

## Híres emberek
- Schön Alajos. 17 évesen lett az 1848-as szabadságharc honvédje, hadnagyi rangban érte a világosi fegyverletétel. Néhány év bujdosás után visszatért lakóhelyére, és a felvidéki utak tervezésében, építésében vett részt.
- Sisa Pista, alias Benkó István. Betyár, Balás Sándor pandúr ellen elkövetett bűncselekményért kapott börtönbüntetést. Büntetése letöltése után nyugodt, békés életet élt, az uraság lovászaként.
- Szokolyi Alajos, báró, orvos, olimpikon. Az első újkori olimpia 200 méteres síkfutás számának 3. helyezettje, az első magyar dobogós helyezett. A környék jótevőjeként emlékeznek rá, orvosi munkája mellett közéleti személyiség is volt. Többek között az ő ötletére rendezték meg az első (és egyben utolsó) Ipolymenti Kanász Hangversenyt, Ipolyságon.
- Tóth Éva operetténekesnő itt született.
- Tóth Imre, az Ipolymenti palóc tájszótár, illetve a Palóctrilógia és a Boldog Palócok unokái című regények írója., jó tollú író, nagyszerű, élvezetes előadási stílusáról híres, ma élő történész.
- Antal János (1945-2009) érseki tanácsos, címzetes prépost, esperes, plébános; a II. világháború után az országban első jogelőd nélkül épült Budapest III. kerületi békásmegyer-pünkösdfürdői Boldog Özséb-plébániatemplom szervező plébánosa a bernecebaráti plébánián kezdte meg lelkipásztori szolgálatát 1970-1972 között káplánként, majd volt ugyanitt plébános 1982-1984 között.

## Látnivalói
- Római katolikus templom – román kori alapokkal, gótikus szentély külsővel, XVII. századi csehsüveg kupolával. A fényképeken még látható neogótikus támpilléreket 2007-ben elbontották, mert állítólag a templom főhajójának csavarodását okozták. A támpillérekből sok mesterjegyes tégla került elő.
- Huszár-kastély – A kastély a helyi iskola udvarán tekinthető meg. Régebben iskolaként, később nevelőotthonként funkcionált, ma életveszélyes állapotban van.
- Palóc lakóházak
- Szokolyi-kastély (Szokolyi Alajos, az 1896. évi nyári olimpiai játékokon 100 m-es síkfutásban bronzérmet nyert)
- Tájház